# Evonne Goolagong

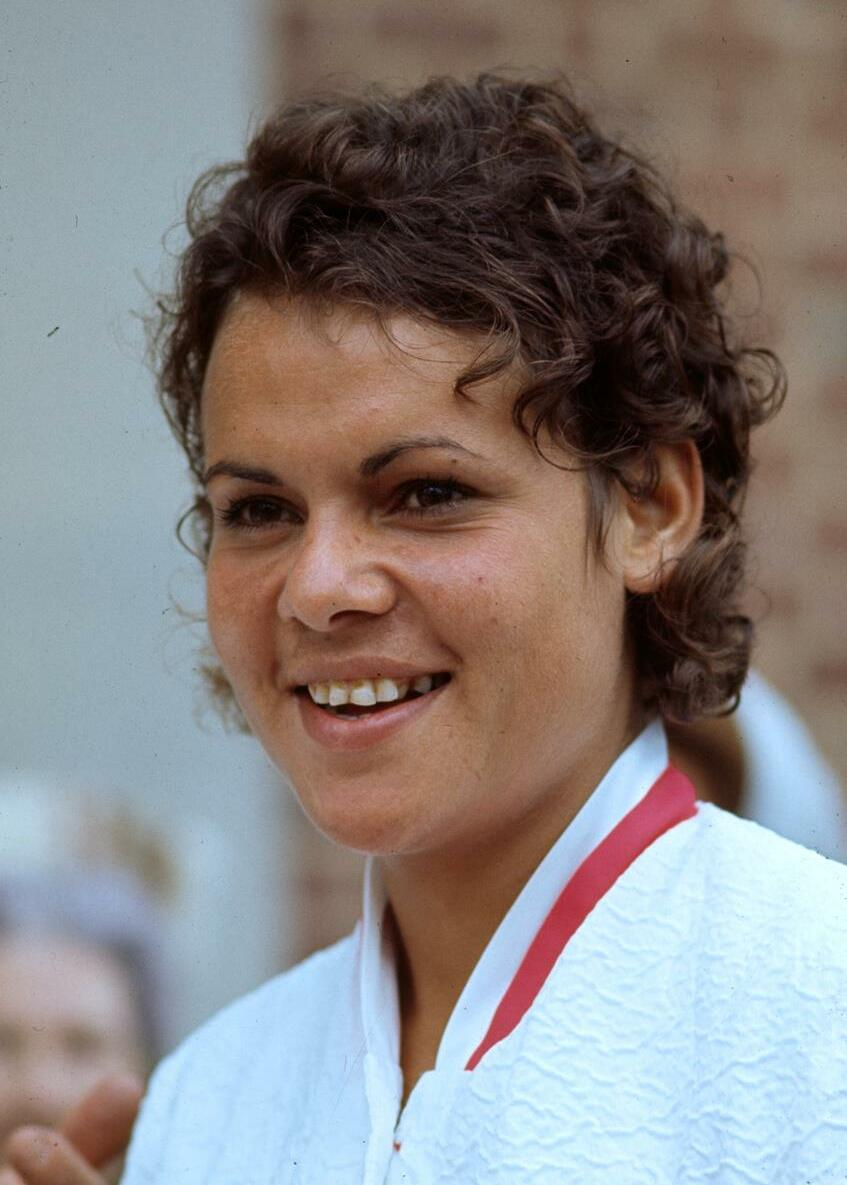
Evonne Goolagong in 1973

Evonne Fay Goolagong-Cawley (Griffith (New South Wales), 31 juli 1951) is een voormalig toptennisspeelster uit Australië.

## Achtergrond
De ouders van Evonne Goolagong zijn aborigines en horen bij de Wiradjuri stam, haar vader trekt rond als schapenscheerder. Er zijn acht kinderen.
Al jong trok het tennisspel maar aboriginal meisjes werden gediscrimineerd. Toen Bill Kurtzman zag dat ze door de hekken van zijn tennisclub keek, vroeg hij haar binnen. Daar ontdekte hij dat dit kleine meisje een groot talent is. Toen ze vijftien jaar was, werd haar naam aan Vic Edwards, hoofd van de tennisschool in Sydney, doorgegeven. Hij overtuigde haar ouders om Evonne aan hem mee te geven en nam haar in huis. Drie jaar later deed ze eindexamen en speelde ze voor het eerst op Wimbledon.
Op 19 juni 1975 trouwde Goolagong met de Britse tennisser Roger Cawley.

## Carrière
Goolagong behaalde in haar carrière 68 titels in het enkelspel en 11 in het dubbelspel.
Haar topjaren waren de jaren 70 van de twintigste eeuw, waarin ze ook Wimbledon en Roland Garros won. In Nederland won ze in 1971 het Dutch Open op 't Melkhuisje in Hilversum.
In 1971 werd ze tot Australiër van het jaar verkozen.
In 1988 werd zij opgenomen in de internationale Tennis Hall of Fame. In 1994 werd zij tevens in de Australische Tennis Hall of Fame opgenomen.

## Alsnog nummer 1 van de wereld
Eind 2007 maakte de WTA bekend dat Goolagong in 1976 toch de wereldranglijst heeft aangevoerd. Eerst werd verondersteld dat Chris Evert dat hele jaar die lijst aanvoerde, maar achteraf bleek een rekenfout te zijn gemaakt. Na correctie bleek Goolagong vanaf 26 april 1976 twee weken een voorsprong van 0,8 punten op Evert te hebben gehad. Er volgde eerherstel. De WTA reikte bovendien een kristallen trofee uit die tegenwoordig aan de nummers 1 van de wereld wordt gegeven.

## Grandslamtitels

### Enkelspel
| jaar | toernooi            | tegenstandster in finale | score         |
| ---- | ------------------- | ------------------------ | ------------- |
| 1971 | Roland Garros       | Helen Gourlay            | 6–3, 7–5      |
| 1971 | Wimbledon           | Margaret Court           | 6–4, 6–1      |
| 1974 | Australian Open     | Chris Evert              | 7–6, 4–6, 6–0 |
| 1975 | Australian Open (2) | Martina Navrátilová      | 6–3, 6–2      |
| 1976 | Australian Open (3) | Renáta Tomanová          | 6–2, 6–2      |
| 1977 | Australian Open (4) | Helen Gourlay-Cawley     | 6–3, 6–0      |
| 1980 | Wimbledon (2)       | Chris Evert-Lloyd        | 6–1, 7–6      |

### Dubbelspel
| jaar | toernooi            | partner              | tegenstandsters in finale                  | score          |
| ---- | ------------------- | -------------------- | ------------------------------------------ | -------------- |
| 1971 | Australian Open     | Margaret Court       | Jill Emmerson Lesley Hunt                  | 6–0, 6–0       |
| 1974 | Australian Open (2) | Peggy Michel         | Kerry Harris Kerry Melville                | 7–5, 6–3       |
| 1974 | Wimbledon           | Peggy Michel         | Helen Gourlay Karen Krantzcke              | 2–6, 6–4, 6–3  |
| 1975 | Australian Open (3) | Peggy Michel         | Olga Morozova Margaret Court               | 7–6, 7–6       |
| 1976 | Australian Open (4) | Helen Gourlay        | Lesley Bowrey Renáta Tomanová              | 8–1            |
| 1977 | Australian Open (5) | Helen Gourlay-Cawley | Kerry Melville-Reid Mona Schallau-Guerrant | niet gespeeld1 |

1 De dubbelspelfinale van het Australian Open in december 1977 is niet gespeeld – de twee teams deelden de titel en het prijzengeld.

### Gemengd dubbelspel
| jaar | toernooi      | partner     | tegenstanders in finale            | score    |
| ---- | ------------- | ----------- | ---------------------------------- | -------- |
| 1972 | Roland Garros | Kim Warwick | Françoise Dürr Jean-Claude Barclay | 6–2, 6–4 |

## Resultaten grandslamtoernooien
| Legenda | Legenda                          |
| ------- | -------------------------------- |
| g.t.    | geen toernooi gehouden           |
| l.c.    | lagere categorie                 |
| –       | niet deelgenomen                 |
| G       | uitgeschakeld in de groepsfase   |
| 1R      | uitgeschakeld in de eerste ronde |
| 2R      | uitgeschakeld in de tweede ronde |
| 3R      | uitgeschakeld in de derde ronde  |
| 4R      | uitgeschakeld in de vierde ronde |
| KF      | uitgeschakeld in de kwartfinale  |
| HF      | uitgeschakeld in de halve finale |
| F       | de finale verloren               |
| W       | het toernooi gewonnen            |
| w-v     | winst/verlies-balans             |

### Enkelspel
| Toernooi        | 1967 | 1968 | 1969 | 1970 | 1971 | 1972 | 1973 | 1974 | 1975 | 1976 | 1977 | 1977 | 1978 | 1979 | 1980 | 1981 | 1982 | 1983 |
| --------------- | ---- | ---- | ---- | ---- | ---- | ---- | ---- | ---- | ---- | ---- | ---- | ---- | ---- | ---- | ---- | ---- | ---- | ---- |
| Australian Open | 3R   | 3R   | 2R   | KF   | F    | F    | F    | W    | W    | W    | –    | W    | –    | –    | 2R   | KF   | 2R   | –    |
| Roland Garros   | –    | –    | –    | –    | W    | F    | HF   | –    | –    | –    | –    | –    | –    | –    | –    | –    | –    | 3R   |
| Wimbledon       | –    | –    | –    | 2R   | W    | F    | HF   | KF   | F    | F    | –    | –    | HF   | HF   | W    | –    | 2R   | –    |
| US Open         | –    | –    | –    | –    | –    | 3R   | F    | F    | F    | F    | –    | –    | –    | KF   | –    | –    | –    | –    |

### Vrouwendubbelspel
| Toernooi        | 1968 | 1969 | 1970 | 1971 | 1972 | 1973 | 1974 | 1975 | 1976 | 1977 | 1977 | 1978 | 1979 | 1980 | 1981 | 1982 | 1983 |
| --------------- | ---- | ---- | ---- | ---- | ---- | ---- | ---- | ---- | ---- | ---- | ---- | ---- | ---- | ---- | ---- | ---- | ---- |
| Australian Open | 2R   | –    | –    | W    | HF   | HF   | W    | W    | W    | –    | F    | –    | –    | –    | KF   | –    | –    |
| Roland Garros   | –    | –    | –    | HF   | –    | 2R   | –    | –    | –    | –    | –    | –    | –    | –    | –    | –    | 2R   |
| Wimbledon       | –    | –    | 3R   | F    | 2R   | HF   | W    | 2R   | 3R   | –    | –    | 3R   | –    | –    | –    | –    | 1R   |
| US Open         | –    | –    | –    | –    | HF   | HF   | HF   | 2R   | –    | –    | –    | –    | –    | –    | –    | –    | –    |